# Olympische Winterspiele 1964/Teilnehmer (Mongolei)
| Gelbes Symbol für Goldmedaillen mit stilisierten Olympischen Ringen | Graues Symbol für Silbermedaillen mit stilisierten Olympischen Ringen | Braundes Symbol für Bronzemedaillen mit stilisierten Olympischen Ringen |
| ------------------------------------------------------------------- | --------------------------------------------------------------------- | ----------------------------------------------------------------------- |
| —                                                                   | —                                                                     | —                                                                       |

Die Mongolei nahm an den IX. Olympischen Winterspielen 1964 im österreichischen Innsbruck mit einer Delegation von 13 Athleten in drei Disziplinen teil, davon zehn Männer und drei Frauen. Ein Medaillengewinn gelang keinem der Athleten. Für die Mongolei war es die erste Teilnahme an Olympischen Winterspielen.

## Teilnehmer nach Sportarten

### Biathlon
- Tsambyn Dandsan
20 km Einzel: 49. Platz (2:06:45,6 h)

- Bajandschawyn Damdindschaw
20 km Einzel: 38. Platz (1:46:19,7 h)

- Bidsjaagiin Daschgai
20 km Einzel: 42. Platz (1:51:26,0 h)

- Tüdewiin Lchamsüren
20 km Einzel: 44. Platz (1:53:10,1 h)

### Eisschnelllauf
Männer
- Luwsanlchagwyn Daschnjam
500 m: 38. Platz (44,1 s)
1500 m: 46. Platz (2:23,9 min)

- Luwsanscharawyn Tsend
5000 m: 31. Platz (8:23,9 min)
10.000 m: 25. Platz (17:12,4 min)

Frauen
- Tsedendschawyn Lchamdschaw
1000 m: 24. Platz (1:43,5 min)
3000 m: 20. Platz (5:42,6 min)

### Skilanglauf
Männer
- Dambadardschaagiin Baadai
15 km: 68. Platz (1:05:23,6 h)

- Luwsan-Ajuuschiin Daschdemberel
15 km: 54. Platz (1:00:08,1 h)

- Sodnomtserengiin Natsagdordsch
15 km: 64. Platz (1:02:23,4 h)
30 km: 57. Platz (1:49:07,1 h)

- Bandsragtschiin Dsundui
15 km: 63. Platz (1:02:21,5 h)
30 km: 59. Platz (1:49:27,3 h)

- Bajandschawyn Damdindschaw
30 km: 60. Platz (1:51,25,2 h)

- Bidsjaagiin Daschgai
30 km: 58. Platz (1:49:24,7 h)

Frauen
- Dschigdscheegiin Dschawdsandulam
5 km: 30. Platz (22:57,5 min)
10 km: 34. Platz (54:47,6 min)

- Dordschgotowyn Pürewloow
5 km: 31. Platz (24:55,8 min)
10 km: 35. Platz (55:03, min)